# Fritz Von Erich
Jack Barton Adkisson (Jewett (Texas), 16 augustus 1929 - Denton County (Texas), 10 september 1997), beter bekend als Fritz Von Erich, was een Amerikaans professioneel worstelaar. Hij was de vader van   Jack Junior, David, Kerry, Kevin, Mike en Chris. Hij overleed door longkanker.

## In worstelen
- Afwerking en kenmerkende bewegingen
  - Iron Claw

- Bijnaam
  - "Tetsu no Tsume" ("The Iron Claw")

## Prestaties
- All Japan Pro Wrestling
  - NWA International Tag Team Championship (1 keer met Karl Krupp)

- Maple Leaf Wrestling
  - NWA Canadian Open Tag Team Championship (3 keer; 2x met Karl Von Schober en 1x met Gene Kiniski)

- Mid-Atlantic Championship Wrestling
  - NWA Southern Tag Team Championship (1 keer met Waldo Von Erich)

- NWA Detroit
  - NWA United States Heavyweight Championship (3 keer)

- NWA Minneapolis Wrestling and Boxing Club / American Wrestling Association
  - AWA World Heavyweight Championship (1 keer)
  - NWA World Tag Team Championship (1 keer met Hans Hermann)

- NWA Western States Sports
  - NWA International Tag Team Championship (1 keer met Killer Karl Krupp)
  - NWA North American Heavyweight Championship (4 keer)

- Southwest Sports, Inc. / NWA Big Time Wrestling / World Class Championship Wrestling
  - NWA American Heavyweight Championship (13 keer)
  - NWA American Tag Team Championship (6 keer; 1x met Waldo Von Erich, 1x met Billy Red Lyons, 1x met Grizzly Smith, 1x met Fred Curry, 1x met Dan Miller en 1x met Dean Ho)
  - NWA Brass Knuckles Championship (2 keer)
  - NWA Texas Heavyweight Championship (3 keer)
  - NWA United States Heavyweight Championship (3 keer)
  - NWA World Six-Man Tag Team Championship (1 keer met Kevin Von Erich & Mike Von Erich)
  - NWA World Tag Team Championship (2 keer; 1x met Killer Karl Kox en 2x met Duke Keomuka)

- St. Louis Wrestling Hall Of Fame
  - (Class of 2007)

- World Wrestling Entertainment
  - WWE Hall of Fame (Class of 2009)